# Romance TV
Romance TV − filmowy kanał telewizyjny adresowany do kobiet, który emituje europejskie seriale i filmy romantyczne oraz adaptacje romansów autorstwa: Rosamunde Pilcher, Emilie Richards, Barbary Wood, Utty Danelli, Katie Fforde, Ingi Lindström i Charlotte Link.
Romance TV należy do Mainstream Networks Holding GmbH & Co. KG, stanowiącej joint venture Mainstream Media AG z ZDF Enterprise GmbH.  Kanał dostępny jest w niemieckiej wersji językowej w Niemczech, Austrii i Szwajcarii. Polska jest 4 krajem, w którym uruchomiono kanał.

## Odbiór
Kanał Romance TV jest dostępny w Polsce od 17 grudnia 2010 r. Program można było oglądać przez 24h na dobę, w całości w polskiej wersji językowej, w sieciach kablowych. 1 września 2011 Romance TV Polska wystartował jako kanał HD na platformie satelitarnej n, wzbogacając jej pakiet „hity filmowe” oraz pakiet „Cyfrowy Dom” w telewizji na kartę. Od momentu połączenia się platform: n oraz Cyfry+ Romance TV dostępny jest w Platforma Canal+ (oraz w usłudze „n na kartę” – dawniej TNK), Orange TV (w tym też w usłudze Telewizja Tu i Tam), sieci Toya i ponad 30 innych telewizjach kablowych. Od 1 września 2015 roku kanał jest dostępny w Vectrze w jakości HDTV i SDTV.